# Lupueni, Argeș
Lupueni este un sat în comuna Băbana din județul Argeș, Muntenia, România.